# 揚·傑式卡

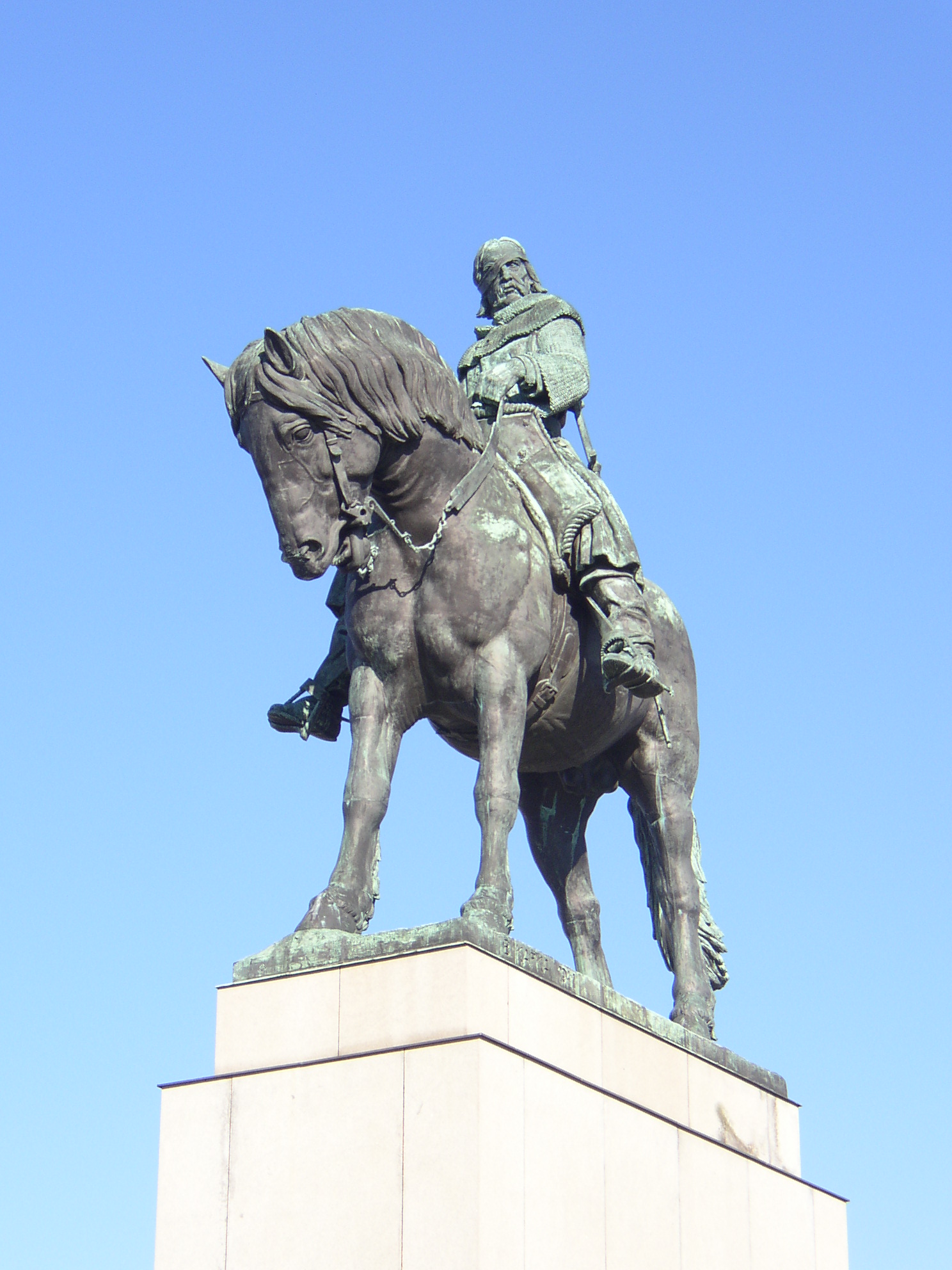
在布拉格維科山上豎立了紀念傑式卡的青銅騎馬雕像

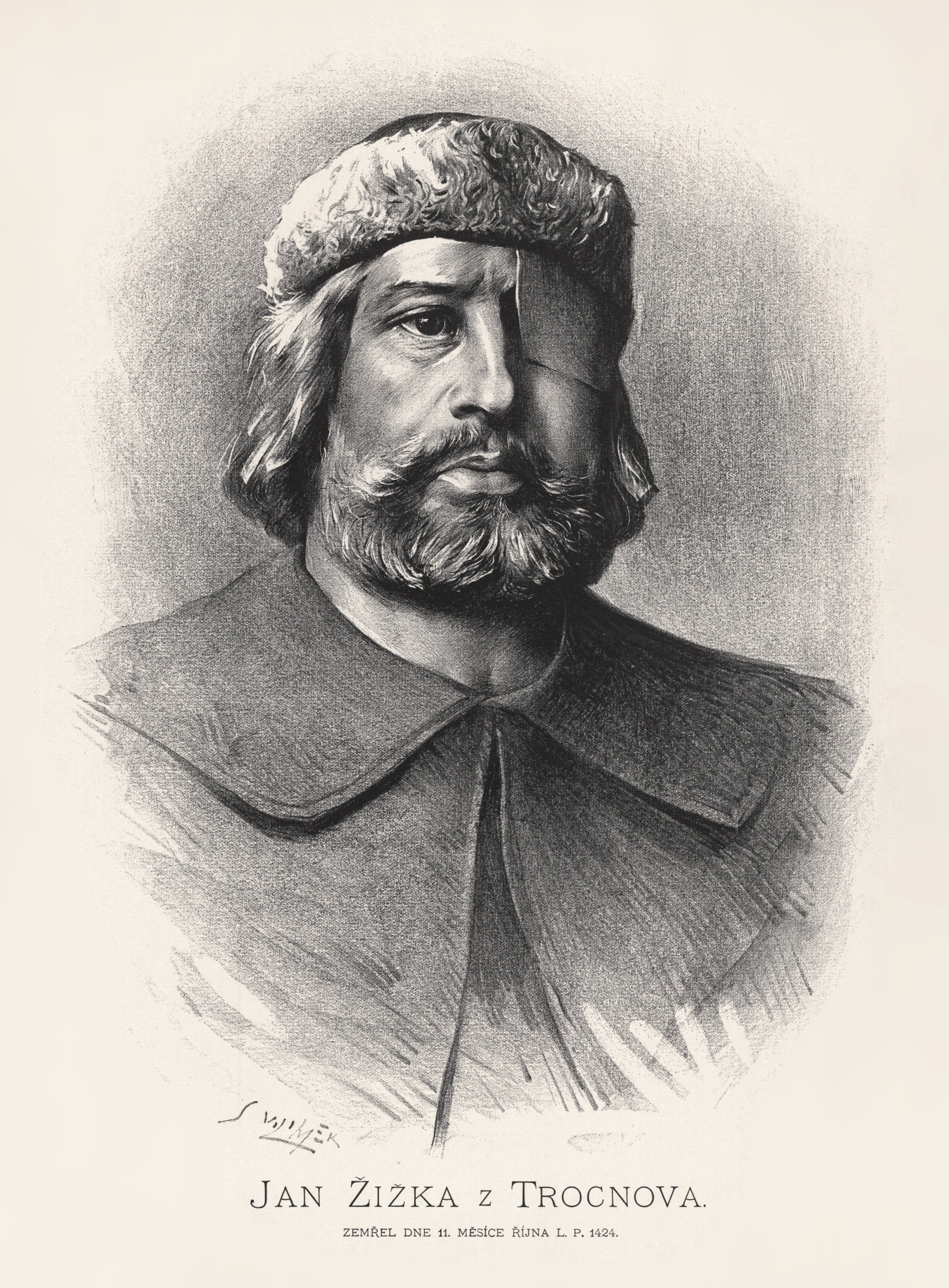
傑式卡的素描

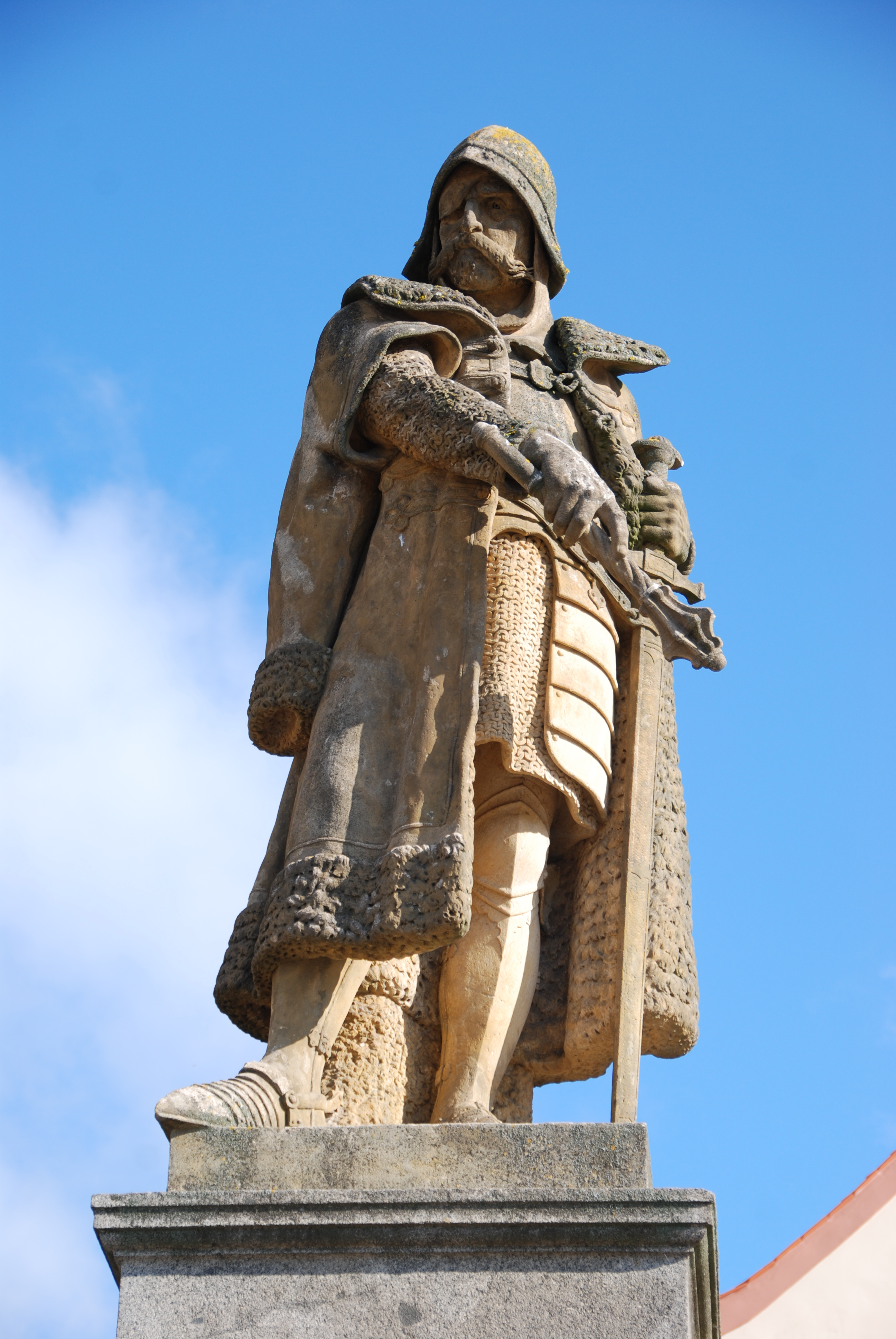
在塔博爾傑式卡廣場豎立的雕像

特罗茨诺夫和卡利赫的揚·傑式卡（捷克語：Jan Žižka z Trocnova a Kalicha；捷克語發音：[ˈjan ˈʒɪʃka] ⓘ)，1360年—1424年10月11日），波希米亞民族英雄，胡斯戰爭中起義軍統帥、激進的塔博爾派領袖。
傑式卡生於一落魄騎士家庭。幼時一眼失明，因而被稱為「獨眼傑式卡」。青年時期參加反對波希米亞南部大封建主的戰爭。1410年，傑式卡參加波蘭立陶宛聯軍殲滅德意志條頓騎士團的格倫瓦德之戰。其後他在對抗波希米亞國王瓦茨拉夫四世的內戰中出任要職。
1419年7月，傑式卡參與領導布拉格起義反對神聖羅馬帝國皇帝及波希米亞國王西吉斯蒙德。胡斯戰爭前期出任起義軍統帥，於1420年7月率部在布拉格城郊維科山粉碎西吉斯蒙德發動的第一次十字軍征討，此戰稱為維特科夫山戰役。次年在圍攻拉比城堡時，傑式卡的另一隻眼中箭失明，但仍堅持指揮戰鬥。1422年初，在庫特納霍拉和涅梅茨布羅德交戰中，採用迂迴包圍戰術，再次擊敗第二次十字軍進攻。
1424年10月11日，傑式卡在率軍圍攻普日比斯拉夫時死於瘟疫。普洛科普承繼了他的統帥地位，繼續對抗羅馬天主教會以及支持天主教的神聖羅馬帝國。傑式卡治軍嚴格，指揮有方，所採用的戰車工事對於粉碎十字軍重騎兵的衝擊發揮了重要作用。在維科山上豎立了紀念碑紀念傑式卡及他在1420年在此地的勝利，它是世界上第三大的青銅騎馬雕像。
2005年6月捷克票選「最偉大的捷克人」（Největší Čech）中，他排名第五。